# Nuno Crato
Nuno Paulo de Sousa Arrobas Crato (ur. 9 marca 1952 w Lizbonie) – portugalski matematyk i nauczyciel akademicki, profesor, w latach 2007–2011 prorektor Uniwersytetu Technicznego w Lizbonie (UTL), od 2011 do 2015 minister edukacji i nauki w rządzie Pedra Passosa Coelho.

## Życiorys
Studiował na Uniwersytecie Lizbońskim, ukończył studia z dziedziny ekonomii w wyższym instytucie gospodarki ISE działającym w ramach UTL. Uzyskał na tej uczelni magisterium z zakresu zastosowania metod matematycznych w ekonomii i zarządzaniu (1987), doktoryzował się w zakresie matematyki stosowanej na University of Delaware (1992).
Wykładał na Uniwersytecie Azorów, a także w USA w Stevens Institute of Technology i New Jersey Institute of Technology. Później związany z wyższym instytutem gospodarki i zarządzania ISEG na UTL, gdzie objął stanowisko profesora. Od 2007 do 2011 pełnił funkcję prorektora tego uniwersytetu. W czerwcu 2010 został prezesem parku naukowo-technicznego Taguspark w Oeiras. W latach 2004–2011 był prezesem Sociedade Portuguesa de Matemática, portugalskiego towarzystwa matematycznego. Jest autorem publikacji naukowych z dziedziny matematyki i zarządzania.
W czerwcu 2011 został desygnowany na stanowisko ministra edukacji w rządzie Pedra Passosa Coelho. Urząd ten sprawował do października 2015.
Odznaczony Orderem Infanta Henryka w randze Komandor oraz Krzyż Wielki.